# 松井貞宗
松井 貞宗（まつい さだむね、生没年不詳）は、戦国時代の武将。今川氏の家臣。松井宗能の子。遠江国堤城主。通称は八郎、山城守、兵庫助とも。

## 概要
貞宗は、大永8年（1528年）3月28日（旧暦、以下特に指定ない月日は全て旧暦）に父・宗能の所領である遠江国城東郡平川郷（現・菊川市下平川字堤）などの相続を今川氏輝に判物にて了承された 。
永正11年（1514年）には長男とされる信薫が松井氏として最初の遠江二俣城主になったと伝え、享禄元年（1528年）2月3日に信薫は病死したとされるが、次男・宗信に対する遠江国知行分・同国内の代官職等の譲渡は永禄2年（1559年）2月のことであった。しかし、その宗信も永禄3年（1560年）5月の桶狭間の戦いの戦死で失い、直後に今川氏真側近の三浦正俊から三河国内の人質については秘密にしておくようにと書状にて指示を受けた。
その後、永禄6年（1563年）10月に今川氏真より遠州堀越郷内に隠居料としての知行替地を判物にて受けたが、これが古文書資料で確認できる貞宗の終見とされる。また同判物にて、この隠居料はもう一人の実子の松井因幡守某への知行替地の内分とされ、貞宗の後は因幡守に譲渡すべきとされ、同族の松井相模守某の綺（いろい＝争論）を防ぎ格別の奉公を遂げる事を定められた。

## 子女
- 長男：信薫（通称・左衛門尉）
- 次男：宗信（通称・左衛門佐、五郎八郎）
- 子：某 （実名不明、通称・因幡守）